# 会展中站
会展中站是广州海珠有轨电车1号线的一个车站，位于中國廣東省廣州市海珠區阅江中路会展中路口西北侧之地面。车站于2014年12月31日随线路开通試乘而启用。
本站是最接近广交会展馆A、B区的有轨电车车站。

## 車站結構
会展中站是一個地面車站，位於阅江中路与会展中路交会处，邻近广交会展馆以及会展中心码头。
另外，车站月台均会设有自动售票机、自动柜员机以及可视通话客服装置。
| 地面 | 侧式站台 | 侧式站台                                  | 侧式站台 | 侧式站台 |
|      | 北站台   | █海珠有轨1号线 广州塔方向（下站：南风）   |          |          |
|      | 南站台   | █海珠有轨1号线 万胜围方向（下站：会展东） |          |          |
|      | 侧式站台 |                                           |          |          |

## 接驳交通
会展中站附近设有会展中心码头巴士站，可供乘客接驳巴士前往天河区以及海珠区各地。
会展中站邻近会展中心码头，唯该码头作为广交会期间来往广交会展馆的交通专案，平时不会对外开放。
| 巴士（会展中心北、会展中心码头站） \| 编号 \| 编号 \| 线路 \| 线路 \| 线路 \| 收费 \| 备注 \| \| ---- \| ----------- \| ---------- \| ---- \| -------------------- \| ---- \| ------- \| \| \| 303A \| 广州南站 \| ⇆ \| 琶洲塔公交总站 \| 3元 \| 40分/班 \| \| \| B7 \| 海珠客运站 \| ⇆ \| 车陂路 \| 2元 \| \| \| \| 夜108 \| 宸悦路 \| ⇆ \| 五羊邨 \| 3元 \| \| \| \| 旅游观光1线 \| 黄埔古村 \| ⇆ \| 珠江泳场（海印公园） \| 2元 \| \| |             |            |      |                      |      |         |
| 编号 | 编号        | 线路       | 线路 | 线路                 | 收费 | 备注    |
| | 303A        | 广州南站   | ⇆    | 琶洲塔公交总站       | 3元  | 40分/班 |
| | B7          | 海珠客运站 | ⇆    | 车陂路               | 2元  |         |
| | 夜108       | 宸悦路     | ⇆    | 五羊邨               | 3元  |         |
| | 旅游观光1线 | 黄埔古村   | ⇆    | 珠江泳场（海印公园） | 2元  |         |

## 历史
本站在規劃及施工階段名為会展中心站，後來在開通前正式定名為会展中站。车站于2014年12月31日随线路开通試乘而启用。
受疫情防控措施影响，海珠有轨电车1号线曾于2022年11月5日至11月30日暂停服务，本站在此期间需要关闭。
本站于2017年底随海珠有轨电车1号线各站分获车站編號并被定编为「THZ1-07」，2025年为配合海珠有轨电车1号线广州塔站重置，本站编号变更为「THZ1-06」。